# Гродівська селищна рада
Гро́дівська се́лищна ра́да — адміністративно-територіальна одиниця та орган місцевого самоврядування у Покровському районі Донецької області. Адміністративний центр — селище міського типу Гродівка.

## Загальні відомості
- Населення ради: 4 021 особа (станом на 2001 рік)

## Населені пункти
Селищній раді підпорядковані населені пункти:
- смт Гродівка
- с. Журавка
- с. Красний Яр
- с. Крутий Яр
- с. Миколаївка
- с. Московське
- с. Промінь

## Склад ради
Рада складається з 22 депутатів та голови.
- Голова ради: Руденко Людмила Петрівна
- Секретар ради: Чупахіна Любов Іванівна

### Керівний склад попередніх скликань
| Прізвище, ім'я, по батькові | Основні відомості                                                        | Дата обрання | Дата звільнення |
| --------------------------- | ------------------------------------------------------------------------ | ------------ | --------------- |
| Руденко Людмила Петрівна    | Селищний голова, 1959 року народження, освіта вища, член Партії регіонів | 26.03.2006   | 31.10.2010      |
| Руденко Людмила Петрівна    | Селищний голова, 1959 року народження, освіта вища, член Партії регіонів | 31.10.2010   |                 |

Примітка: таблиця складена за даними сайту Верховної Ради України

### Депутати
За результатами місцевих виборів 2010 року депутатами ради стали:

#### За суб'єктами висування
| Суб'єкт висування | Кількість обраних депутатів | %    |
| ----------------- | --------------------------- | ---- |
| Партія регіонів   | 20                          | 90,9 |
| Самовисування     | 2                           | 9,1  |

#### За округами
| № округу        | Прізвище, ім'я, по батькові                  | Дата визнання обраним | Освіта             | Партійна приналежність | Відомості про обраного депутата                                           |
| --------------- | -------------------------------------------- | --------------------- | ------------------ | ---------------------- | ------------------------------------------------------------------------- |
| Партія регіонів |                                              |                       |                    |                        |                                                                           |
| 1               | Сіменко Софія Миколаївна                     | 02.11.2010            | вища               | член Партії регіонів   | Гродівська селищна рада, головний бухгалтер                               |
| 2               | Моргун Леонід Леонідович                     | 02.11.2010            | середня            | член Партії регіонів   | приватний підприємець                                                     |
| 3               | Касьянова Світлана Вячеславівна              | 02.11.2010            | вища               | член Партії регіонів   | Гродівська загальноосвітня школа, вчитель                                 |
| 4               | Ігнатенко Майя Олександрівна                 | 02.11.2010            | вища               | член Партії регіонів   | пенсіонер                                                                 |
| 5               | Демура Василь Іванович                       | 02.11.2010            | вища               | член Партії регіонів   | шахта «Краснолиманська», гРОЗ                                             |
| 6               | Чупахіна Любов Іванівна                      | 02.11.2010            | вища               | член Партії регіонів   | відділ Держкомзему Красноармійської РДА, спеціаліст                       |
| 7               | Ільницький-Кольганович Володимир Миколайович | 02.11.2010            | середня            | член Партії регіонів   | шахта 1/3 Новогродівська, охоронець                                       |
| 8               | Коваленко Світлана Борисівна                 | 02.11.2010            | вища               | член Партії регіонів   | відділ поштового зв'язку № 8 смт Гродівка, начальник поштового відділення |
| 9               | Саєнко Наталія Петрівна                      | 02.11.2010            | середня спеціальна | член Партії регіонів   | Гродівський дошкільний навчальний заклад, вихователь                      |
| 10              | Баришник Василь Дмитрович                    | 02.11.2010            | вища               | член Партії регіонів   | Гродівська загальноосвітня школа, вчитель                                 |
| 11              | Яблонська Людмила Янушівна                   | 02.11.2010            | вища               | член Партії регіонів   | ТОВ «Вітак», директор                                                     |
| 12              | Петров Петро Петрович                        | 02.11.2010            | середня            | член Партії регіонів   | шахта ім. А. Г. Стаханова, електрослюсар підземний                        |
| 14              | Червінчак Оксана Миколаївна                  | 02.11.2010            | вища               | член Партії регіонів   | Гродівська селищна лікарська амбулаторія, медсестра                       |
| 15              | Литвин Олександр Валерійович                 | 02.11.2010            | середня            | член Партії регіонів   | шахта 1/3 Новогродівська, електрослюсар підземний                         |
| 16              | Дзюбан Людмила Вікторівна                    | 02.11.2010            | вища               | член Партії регіонів   | Гродівська селищна лікарська амбулаторія, сімейний лікар                  |
| 17              | Карабут Наталія Василівна                    | 02.11.2010            | вища               | член Партії регіонів   | домогосподарка                                                            |
| 18              | Туктаєва Тетяна Іванівна                     | 02.11.2010            | вища               | член Партії регіонів   | бібліотека с. Красний Яр, бібліотекар                                     |
| 19              | Ляшенко Сергій Олексійович                   | 02.11.2010            | середня            | член Партії регіонів   | шахта 1/3 Новогродівська, машиніст підйому                                |
| 21              | Усплєньєв Ігор Миколайович                   | 02.11.2010            | середня            | член Партії регіонів   | АТП 04664, водій                                                          |
| 22              | Шпак Олександр Миколайович                   | 02.11.2010            | середня            | член Партії регіонів   | пенсіонер                                                                 |
| Самовисування   |                                              |                       |                    |                        |                                                                           |
| 13              | Скакун Олександр Іванович                    | 02.11.2010            | середня            | позапартійний          | шахта ім. Димитрова, електрослюсар підземний                              |
| 20              | Бачек Любов Олексіївна                       | 02.11.2010            | середня            | позапартійна           | шахта ім. Димитрова, охоронець                                            |